# Fools Rush In – Herz über Kopf
Fools Rush In – Herz über Kopf (Originaltitel: Fools Rush In) ist eine US-amerikanische Filmkomödie aus dem Jahr 1997. Die Regie führte Andy Tennant, das Drehbuch schrieben Katherine Reback und Joan Taylor. Die Hauptrollen spielten Matthew Perry und Salma Hayek.

## Handlung
Isabel Fuentes ist eine US-Amerikanerin mexikanischer Abstammung. Sie verbringt viel Zeit in Mexiko, wo ihre Familie lebt. In ihrer Heimatstadt Las Vegas lernt sie in der Schlange vor der Toilette einer Bar den aus New York stammenden Bauleiter Alex Whitman kennen, der in der Stadt ein Clubgebäude baut.
Isabel verbringt eine Nacht mit Alex und verschwindet. Nach drei Monaten sucht sie Alex erneut auf, um ihm mitzuteilen, dass sie schwanger sei. Später wird Alex bei den Fuentes herzlich aufgenommen und als Isabels Freund vorgestellt.
Isabel und Alex heiraten in einer einfachen Wedding Chapel in Las Vegas ohne Isabels Eltern. Auch den Eltern von Alex wird die Hochzeit zunächst verheimlicht. Isabels Vater ist darüber zunächst erbost und meint, Alex habe sich eher wie ein Dieb als wie ein Mann verhalten, da er nicht förmlich um die Hand von Isabel bat.
Als die beiden überraschend Besuch von Alex Eltern bekommen, werden diese zunächst in dem Glauben gelassen, dass Isabel eine Haushaltshilfe sei. Wütend zwingt Isabel daraufhin Alex, die Wahrheit zu sagen, die von den Eltern schockiert aufgenommen wird.
An seinem Geburtstag fährt Isabel mit ihm zum Grand Canyon. Sie erzählt eine Geschichte über eine Familie der Eichhörnchen, deren Nachkommen sich auf beiden Seiten des Canyons unterschiedlich entwickelten und doch einer Familie angehören würden, obwohl sie durch den Canyon räumlich getrennt sind. Alex versteht die Geschichte als eine Andeutung der kulturellen Unterschiede in seiner Ehe. Isabel sagt, sie würde nach New York ziehen, wenn Alex bis zur Geburt des Kindes im Oktober in Las Vegas bleibe.
Das Gebäude in Las Vegas wird im Juli fertiggestellt, und Alex soll direkt anschließend die nächste Baustelle in Manhattan übernehmen, einen Auftrag, auf den er lange Zeit hingearbeitet hat. Isabel erfährt hiervon allerdings nicht von ihrem Ehemann, sondern von dessen Chef. Sie fühlt sich deswegen hintergangen und verlässt ihren Mann. Als Alex bereits in New York ist, reicht Isabel die Scheidung ein, die in einigen Tagen rechtskräftig sein sollte. Sie belügt ihn außerdem, sie hätte das Kind in einer Fehlgeburt verloren.
Alex reist daraufhin nach Mexiko, wo er von Isabels Urgroßmutter erfährt, dass sich Isabel auf dem Weg zurück nach Las Vegas befindet. Die alte Frau sagt, Isabel würde ihn noch immer lieben, aber zugleich befürchten, die Ehe, die einzig von ihrem gemeinsamen Kind zusammengehalten wird, hätte keine Zukunft. Auf dem Rückweg trifft er Isabel auf der Straße in der Mitte des Hoover Dam und entdeckt, dass sie entgegen ihrer Aussage noch immer schwanger ist. Sie bekommt auf dem Damm ihre Wehen und gebiert das Kind genau im Augenblick, als die Scheidung rechtskräftig wird. Sie will jedoch bei Alex bleiben.
In der letzten Szene wird die erneute Hochzeit von Isabel und Alex gezeigt, die in der Nähe des Grand Canyons stattfindet.

## Hintergrund
Der Film wurde in Toronto, New York City, Las Vegas, Henderson, Santa Fe, Taos und Crown Point gedreht. Weitere Aufnahmen entstanden im Grand-Canyon-Nationalpark, am Lake Mead sowie am Hoover Dam. Die Dreharbeiten begannen am 19. April 1996 und endeten am 20. Juni 1996. Seine Weltpremiere feierte der Film in den USA am 14. Februar 1997. In der Schweiz war der Film ab dem 8. August 1997 zu sehen. In den Kinos in Deutschland lief er am 14. August 1997 an. Am Eröffnungswochenende wurden in den USA über 9,7 Millionen US-Dollar eingespielt. Insgesamt beliefen sich die Einnahmen in den USA auf knapp 29,3 Millionen US-Dollar. Weitere 12,1 Millionen US-Dollar wurden weltweit eingenommen. An den deutschen Kinokassen wurden in der ersten Spielwoche über 39.700 und insgesamt knapp 90.500 Zuschauer gezählt. Am 6. Dezember 2001 wurde der Film in Deutschland von Sony Pictures Home Entertainment auf DVD mit einer FSK-6-Freigabe veröffentlicht.
Ursprünglich wurde Jennifer Lopez die Rolle der Isabel Fuentes angeboten, die diese Rolle ablehnte, um in Anaconda mitspielen zu können, so dass sie schließlich an Salma Hayek vergeben wurde. John Bennett Perry spielte nicht nur im Film die Rolle von Matthew Perrys Vater, sondern ist tatsächlich der Vater des Hauptdarstellers.
Für die Dreharbeiten des Films wurde die Grenze zwischen den beiden US-amerikanischen Bundesstaaten Arizona und Nevada auf die Fahrbahn, die über die Hoover-Talsperre verläuft, aufgezeichnet. Die örtlichen Entscheidungsträger setzten sich dafür ein, diese Markierung beizubehalten. Seit September 2005 ist diese Markierung inzwischen allerdings wieder verschwunden.

## Rezeption
James Berardinelli schrieb auf ReelViews, der Film wäre „gut gemacht“. Er lobte die Darstellungen von Matthew Perry sowie Salma Hayek und schrieb, der Film würde sich positiv von den anderen „enttäuschenden“ („disappointing“) Komödien unterscheiden.
Roger Ebert schrieb in der Chicago Sun-Times vom 14. Februar 1997, der Film würde von der „Energie der Darstellungen“ („energy of the performances“) leben, wobei er ganz besonders jene von Salma Hayek lobte. Ihm gefiel außerdem, dass die Hauptcharaktere am Filmanfang gegensätzlich wären, was in vielen Komödien, die von den Gegensätzen der Charaktere getragen werden, nicht wirklich der Fall sein sollte. Als ein Beispiel hierzu nannte er Tage wie dieser mit Michelle Pfeiffer und George Clooney.

## Auszeichnungen
Salma Hayek wurde im Jahr 1998 für den American Latino Media Arts Award in der Kategorie beste Schauspielerin nominiert, während der Film eine Nominierung als bester Film erhielt.